# Monty Python’s Spamalot
Monty Python’s Spamalot ist ein vielfach ausgezeichnetes, satirisches Musical, das auf dem Spielfilm Die Ritter der Kokosnuß der britischen Komikergruppe Monty Python basiert. Aus deren Film Das Leben des Brian wurde das populäre Lied Always Look on the Bright Side of Life entnommen. Das Stück wurde von Monty-Python-Mitglied Eric Idle und John Du Prez geschrieben. Die Uraufführung fand 2004 als Pre-Broadway-Premiere in Chicago statt. Regie führte Mike Nichols. 2005 übersiedelte die Produktion an den Broadway nach New York City.

## Beschreibung
Spamalot (eine Verballhornung von Camelot in Anlehnung an den Spam-Sketch von Monty Python) folgt sehr frei der Legende um König Arthur und den Rittern der Tafelrunde auf ihrer Suche nach dem Heiligen Gral. Die charakterlich sehr unterschiedlichen vier Ritter (Sir Lancelot, Sir Galahad, Sir Robin, Sir Bedivere) werden vom schwermütigen König Artus/Arthur und der mit ihm verbündeten, divenhaften Fee vom See mit bizarren Methoden angeworben und ziehen durch England, wo sie allerlei Abenteuer bestehen müssen. Dabei wird vor allem das seichte Broadway-Geschäft ironisiert.

## Handlung

### 1. Akt
Ein Geschichtsschreiber informiert über die Lage im mittelalterlichen England. Weil ihn die Darsteller missverstehen, singen sie ein Lied über Finnland (Fisch Schlapping Song). Der Historiker greift ein und stellt klar, dass er von England spricht. In einem düsteren, heruntergekommenen Dorf stimmen Mönche lateinische Choräle an. König Arthur und sein Knappe Patsy kommen vorbei, ohne Pferd, aber mit zwei Kokosnuss-Hälften, die Patsy aufeinander schlägt, um wenigstens mit dem Geräusch von Hufen Eindruck zu machen. Arthur ist auf der Suche nach Rittern für seine Tafelrunde auf Schloss Camelot. Er trifft auf zwei Wachsoldaten, die sich darüber streiten, ob zwei Schwalben wohl in der Lage sind, eine Kokosnuss zu befördern und daher kein Ohr für den König haben. Sir Robin, der Pest-Tote aufsammelt, begegnet dem unfassbar brutalen Ritter Lancelot, der soeben den Noch-Nicht-Ganz-Toten Fred beseitigen will. Dieser beschwört, ungeachtet seiner Pestbeulen noch lebendig zu sein, ja sogar tanzen und singen zu können. Dies führt er auch vor, bis der ungeduldige Lancelot ihn mit einem Schlag mit einer Schaufel zur Strecke bringt (He Is Not Dead Yet). Lancelot will der Tafelrunde als Kämpfer beitreten, Robin sich auf Tanz und Gesang beschränken. Arthur versucht, den Bauer Dennis Galahad zu überzeugen, dass er der König von England ist, weil ihm die Fee vom See das Schwert Excalibur überlassen hat, das Symbol für die königliche Würde. Allerdings stellt sich heraus, dass Dennis und seine Mutter Linksradikale sind, die jeden König ablehnen, der nicht vom Volk gewählt wurde. Um den Streit zu schlichten, ruft Arthur die Fee vom See und ihre Cheerleader zu Hilfe (Come with Me). Angefeuert von den Girls (Laker Girls Cheer) wird Dennis als Sir Galahad zum Ritter geschlagen. Alle zusammen singen ein kitschtriefendes Liebeslied, wie es für Broadway-Musicals typisch ist (The Song that Goes Like This). Sir Robin und Sir Lancelot stimmen ein, zusammen mit Sir Bedivere und einem Herrn, der sehr an Don Quijote erinnert und daher die Show schnellstmöglich wieder verlassen muss (All for One).
Camelot erweist sich als opulent ausgestattetes Urlaubsdomizil samt Showgirls und Spielhölle mit überdimensionalen Würfeln. Auch die Fee vom See mischt mit (Knights of the Round Table / The Song that Goes Like This (Reprise)). Mitten im Partylärm erscheint Gott (Stimme wird eingespielt), der von ihnen verlangt, nach dem Gral zu suchen. Die Fee vom See ermuntert zum Aufbruch (Find Your Grail). Die Ritter machen sich auf und kommen vor eine Burg, wo sie von hinterhältigen französischen Gegnern ausgetrickst werden. Aus Rache antworten sie mit einem hölzernen Kaninchen, analog zum Trojanischen Pferd. Dabei übersehen die Ritter der Tafelrunde, dass sie sich in dem Kaninchen hätten verstecken müssen. Die Franzosen triumphieren, beschimpfen sie, setzen Cancan-Tänzerinnen ein und werfen mit Kühen (Run Away!). Arthur und seinen Getreuen gelingt die Flucht, bevor die Franzosen das Kaninchen vom Katapult schleudern können.

### 2. Akt
Sir Robin und seine Freunde folgen König Arthur in einen „dunklen und teuren Wald“ (Arthur wird später anmerken, dass der Wald „extrem teuer“ ist). Sie verirren sich. Der König trifft auf den furchteinflössenden, aber irren „Ritter, der Ni sagt“ und kategorisch ein Gebüsch verlangt. Arthur verzweifelt bei der Suche, eines zu finden, Patsy tröstet ihn
(Always Look on the Bright Side of Life). Kurz darauf kommt ein rettendes Gebüsch in Sichtweite.
Sir Robin macht sich Mut (Brave Sir Robin) und muss einen Kampf mit dem Schwarzen Ritter bestehen, der Angst verbreitet, jedoch von Arthur, der herbei eilt, schnell unschädlich gemacht wird: Der Unhold verliert beide Arme und Beine, will aber weiterkämpfen. Die Ritter der Tafelrunde verlangen vom König, ein Musical zu schreiben und an den Broadway zu bringen, aber kein Andrew-Lloyd-Webber-Musical. Allein dessen Name bringt alle dazu, sich die Ohren zu stopfen und panisch zu schreien. Sir Robin gibt zu bedenken, dass es jüdische Künstler braucht, um am Broadway erfolgreich zu sein (You Won’t Succeed on Broadway). Es folgt ein wildes Mischmasch aus Anatevka-Zitaten, einschließlich des folkloristischen Flaschen-Tanzes, der hier mit Grals-Gefäßen vorgeführt wird. Arthur und Patsy machen sich auf, Juden zu finden. Um Antisemitismus-Vorwürfen auszuweichen, wird diese Satire in deutschsprachigen Produktionen meist umgeschrieben, so dass von den besonders hohen (unerreichbaren) Qualitätsmaßstäben am Broadway die Rede ist. Auch in Asien, etwa in Südkorea, wurde diese Passage auf regionale Eigenheiten adaptiert.
Die Darsteller erscheinen in Kostümen aus populären Broadway-Musicals wie Cats, Grease, Miss Saigon, Das Phantom der Oper und Chicago. Die Fee vom See beweint ihr Schicksal, im zweiten Akt keinen Auftritt zu haben (Whatever Happened to My Part?), Sir Lancelot erhält einen Brief von einem Burgfräulein, das sich als jugendliche Dragqueen namens Prinz Herbert erweist (Where Are You? / Here Are You). Dessen Vater, der König vom Sumpf-Schloss, hasst Musik und drohte damit, Herbert zwangsweise zu verheiraten. Durch Lancelots Gefährten Concorde wurde Herbert gerettet. Der böse König fragt seinen Sohn, wie es genau zur Befreiung kam, worauf Herbert ein Lied anstimmen will. Aufgebracht geht der Vater mit einem Speer auf ihn los, Lancelot greift ein und predigt Menschenliebe. Prompt outet er sich als Homosexueller und feiert seine sexuelle Orientierung mit einer großen Disco-Nummer (His Name is Lancelot).
König Arthur bedauert seine Einsamkeit, obwohl ihm Patsy nicht von der Seite weicht (I’m All Alone). Die Fee vom See tröstet ihn mit dem Hinweis, dass er bereits die ganze Zeit in einem Broadway-Musical auftritt. Patsy gesteht, er habe jüdische Vorfahren, ergänzt jedoch, dass dies gegenüber einem „schwer bewaffneten Kreuzritter“ keine kluge Bemerkung sei. Arthur will endlich heiraten und entscheidet sich für die Fee vom See (Twice in Every Show). Wieder vereint mit der Tafelrunde, wird Arthur von Tim dem Bezaubernden vor dem Killer-Kaninchen gewarnt. Dieses beißt auch prompt einem Ritter den Kopf ab, doch Arthur zielt mit der heiligen Handgranate von Antiochia auf das Tier, das sich als Marionette herausstellt, deren Spieler schockiert ist. Ein großer Fels mit Inschriften (je nach Theater unterschiedlich) stellt alle vor ein Rätsel. Ist das der entscheidende Hinweis auf den Heiligen Gral? Eine Stimme von oben verweist auf das Publikum. Arthur wird klar: Auf dem Fels ist ein bestimmter Sitz im Saal vermerkt. Unter ihm, so stellt sich heraus, ist der Gral versteckt. Der Zuschauer, der diesen Platz eingenommen hat, wird mit einem Sofortbild und einem Geschenk gewürdigt (The Holy Grail). Bei der Hochzeit gesteht die Fee vom See, ihr wahrer Name sei Genoveva. Lancelot heiratet Herbert. Dessen Vater schreitet ein, wird von allen anderen aber nieder gebrüllt, Lancelot schaltet ihn mit einem gezielten Schlag auf den Kopf aus. Sir Robin nimmt sich eine Musical-Karriere vor (Finale / Always Look on the Bright Side of Life).

## Produktionen
Das Musical bietet schwarzen Humor und teilweise Bezüge zu aktuellen, meist politischen Ereignissen und zum Aufführungsort. Dabei werden die Zuschauer mehrfach und nicht ganz freiwillig in das Stück eingebunden.

### New York (USA)
Die offizielle Broadway-Premiere lief am 17. März 2005 im Shubert Theater in New York. Zuvor gab es bereits Preview-Veranstaltungen in Chicago und New York. Die letzte Broadway-Show fand am 11. Januar 2009 statt.

### London (Vereinigtes Königreich)
Vom 16. Oktober 2006 bis zum 3. Januar 2009 war Spamalot im Palace Theatre zu sehen.

### Las Vegas (USA)
Vom 1. April 2007 bis zum 13. Juli 2008 wurde Spamalot in Las Vegas im Wynn Las Vegas (im The Grail Theater) aufgeführt.

### Köln (Deutschland)
Am 25. Januar 2009 startete Monty Python‘s Spamalot – Das total verrückte Musical in deutscher Sprache im Musical Dome Köln. Die letzte Vorstellung fand am 13. September 2009 statt.

### Landshut, Passau, Straubing (Deutschland)
2012 stand Spamalot auf dem Spielplan am Landestheater Niederbayern.

### Gdynia (Polen)
2010 wurde Spamalot im Teatr Muzyczny in Gdynia unter der Leitung von Maciej Korwin aufgeführt. Die Premiere fand am 2. Oktober 2010 statt.

### Zürich (Schweiz)
Am 13. April 2013 fand im Theater am Hechtplatz die Schweizer Erstaufführung statt, in Hochdeutsch, ein wenig Englisch und einem bisschen Schweizerdeutsch.

### Wunsiedel (Deutschland)
Die Luisenburg-Festspiele spielten Spamalot in der Saison 2013.

### Hamburg (Deutschland)
Auf der Reeperbahn lief Spamalot ab dem 1. August 2014 in der deutschen Fassung von Daniel Große Boymann im St. Pauli Theater. Die letzte Aufführung fand am 9. September 2014 statt.

### München (Deutschland)
Das Deutsche Theater München nahm Spamalot ab dem 24. Juni 2015 für eine kurze Spielzeit bis zum 12. Juli 2015 ins Programm.

### Karlsruhe (Deutschland)
Das Badische Staatstheater Karlsruhe führte Spamalot in der Spielzeit 2015/16 auf. Premiere war am 27. September 2015.

### Mainz (Deutschland)
Das Staatstheater Mainz führte Spamalot in der Spielzeit 2015/16 auf. Premiere war am 3. Oktober 2015.

### Bochum (Deutschland)
Das Schauspielhaus Bochum führte Spamalot in der Spielzeit 2015/16 unter der Regie von Christian Brey auf. Die Premiere fand am 11. September 2015 statt.

### Salzburg (Österreich)
Das Salzburger Landestheater führte Spamalot in der Spielzeit 2016/17 unter der Regie von Andreas Gergen auf. Die Premiere fand am 18. September 2016 statt.

### Baden bei Wien (Österreich)
Die Bühne Baden zeigte Spamalot unter der Regie von Werner Sobotka in der Saison 2023/24.

### Bremen (Deutschland)
Das FRITZ Theater führte Spamalot vom 30. September 2016 bis zum 1. April 2017 auf.

### Frankfurt am Main (Deutschland)
Das English Theatre Frankfurt führte Spamalot vom 12. November 2016 bis zum 5. März 2017 auf.

### Ulm (Deutschland)
Am Theater Ulm hatte Spamalot am 1. Dezember 2016 Premiere.

### Merzig (Deutschland)
Im Zeltpalast Merzig wurde Spamalot vom 16. August bis zum 3. September 2017 mit Franziska Becker als Fee aus dem See und Uwe Kröger als König Artus aufgeführt.

### Marburg (Deutschland)
Das Hessische Landestheater Marburg hatte Spamalot-Premiere am 30. September 2017 mit Artur Molin und Julian Trostorf.

### Röttingen (Deutschland)
Bei den Frankenfestspielen Röttingen wurde Spamalot vom 21. Juni bis zum 12. August 2018 auf der Burg Brattenstein aufgeführt.

### Tecklenburg (Deutschland)
Die Freilichtspiele Tecklenburg führten Spamalot vom 20. Juli bis zum 9. September 2018 auf.

### Gera/Altenburg (Deutschland)
Das Theater Altenburg-Gera führte Spamalot ab dem 11. Oktober 2019 in Gera und ab dem 26. April 2020 in Altenburg auf.

### Halle/Saale (Deutschland)
Die Bühnen Halle spielten Spamalot im Opernhaus mit der Premiere am 25. Februar 2022 und der Wiederaufnahme am 3. Februar 2023.

### Jagsthausen (Deutschland)
Die Burgfestspiele Jagsthausen führten das Stück im Sommer 2022 unter freiem Himmel auf.

### Dresden (Deutschland)
Ab der Premiere am 22. August 2022 stand Spamalot auf dem Spielplan der Theaterruine St. Pauli.

### Erzgebirge (Deutschland)
Beim Naturtheater Greifensteine stand und steht Spamalot in den Sommern 2024 und 2025 auf dem Programm.

### Aichach (Deutschland)
Spamalot wurde anlässlich des 40-jährigen Jubiläums des Aichacher Volkstheaters vom 16. November bis 1. Dezember 2024 aufgeführt.

### Werne (Deutschland)
An 10 geplanten Terminen im August und September 2025 wird Spamalot in der Freilichtbühne aufgeführt.

## Die Lieder im Musical
| 1. Akt | 2. Akt |
| 1. Ouvertüre / Einleitung (Overture / Historian’s Introduction to Act I) 2. Fischwatschenlied (Finland / Fisch Schlapping Dance) 3. Lied des König Artus (King Arthur’s Song) 4. Mönchsgesang / Ich bin noch nicht tot (Monk’s Chant / He’s Not Yet Dead) 5. Ich bin noch nicht tot (Playoff) (He’s Not Yet Dead – Play Off) 6. Die Fee aus dem See (Come With Me) 7. Seejungfrauen (Laker Girls Cheer) 8. Das Lied, das jetzt erklingt (The Song That Goes Like This) 9. Wir für uns (All For One) 10. Die Ritter der Tafelrunde (Knights of the Round Table / The Song That Goes Like This [Reprise]) 11. Such den Gral / Auf Gralssuche (Find Your Grail) 12. Schnell hier weg! (Run Away!) 13. Pause (The Intermission) | 1. Zwischenaktmusik / Der sehr, sehr teure Wald (Historian’s Introduction to Act II) 2. Nimm das Leben beschwingt, hab einfach Spaß! (Always Look on the Bright Side of Life) 3. Der tapfere Sir Robin (Brave Sir Robin) 4. Denn kommt es nicht vom Broadway… (You Won’t Succeed on Broadway) 5. Wann geht’s hier wieder mal um mich? (The Diva’s Lament [Whatever Happened to My Part]) 6. Wo bist du? (Where Are You?) 7. Der Typ heißt Lancelot (His Name Is Lancelot) 8. Ich bin allein (I’m All Alone) 9. Das Lied, das jetzt erklingt (Reprise) (Twice in Every Show) 10. Finale (Act II Finale) 11. Nimm das Leben beschwingt, hab einfach Spaß!/Always Look on the Bright Side of Life (Karaoke-Zugabe) (Always Look on the Bright Side of Life [Company Bow]) |

## Auszeichnungen
Spamalot wurde für 14 Tony Awards nominiert. Auszeichnungen gab es in den Kategorien Bestes Musical, Beste Hauptdarstellerin (für Sara Ramírez) und Beste Musicalregie (für Mike Nichols).
Die Tournee wurde mit dem Elliot Norton Award der Stadt Boston für Outstanding Visiting Production (etwa: Herausragendes Gastspiel) ausgezeichnet.

## Verfilmung
Im Jahr 2018 wurde bekannt, dass Fox plant, einen Film aus dem Musical zu machen, was kurios ist, angesichts dessen, dass das Musical bereits auf einem Film basiert.

## Belege
1. ↑  Spamalot (Landshut / Passau / Straubing 2012). United Musicals, Berlin, abgerufen am 25. Dezember 2024.
2. ↑  Teatr Muzyczny (polnisch) (Memento vom 27. Juli 2011 im Internet Archive)
3. ↑  Theater&Philharmonie Thüringen: Veranstaltung. Abgerufen am 10. Mai 2019.
4. ↑  Monty Python‘s Spamalot | 2022–2023. In: musicalzentrale.de. Abgerufen am 25. Dezember 2024.
5. ↑  Ann-Kathrin Halter, Gina Kurle: SPAMALOT – Monty Phython‘s Kultmusical auf der Freilichtbühne in Jagsthausen. Abgerufen am 28. Oktober 2022.
6. ↑  Dresdner Neueste Nachrichten: Pest und Cholera und fliegende Kühe in der St. Pauli Ruine Dresden. 28. August 2022, abgerufen am 23. Juli 2023.
7. ↑  Monty Python‘s SPAMALOT – TheaterRuine St. Pauli. Abgerufen am 23. Juli 2023.
8. ↑  „Monty Python‘s Spamalot“ reizt Lachmuskeln auf der Naturbühne Greifensteine. In: MDR Sachsen. 14. Juli 2024, abgerufen am 25. Dezember 2024.
Termine 2025, abgerufen am 25. Dezember 2024.
9. ↑  Aichacher Volkstheater - Presseberichte. Abgerufen am 4. Dezember 2024.
10. ↑  Monty Python´s SPAMALOT – Freilichtbühne Werne. Abgerufen am 11. August 2025.
11. ↑  Fox is turning Monty Python’s Spamalot into a movie, for some reason? In: The Verge. (theverge.com [abgerufen am 4. Mai 2018]).